# Edoardo Piscopo
Edoardo Piscopo (Rome, 4 februari 1988) is een Italiaans autocoureur die anno 2009 in de GP2 Asia Series rijdt.

## Loopbaan
- 2005: Formule BMW USA, team EuroInternational (3 overwinningen).
- 2006: Formule Renault 2.0 Italië, team Cram Competition (3e in kampioenschap).
- 2006: Eurocup Formule Renault 2.0, team Cram Competition.
- 2007: Toyota Racing Series, team Mark Petch Motorsport (5 races).
- 2007: Formule 3 Euroseries, team Mücke Motorsport.
- 2007-08: A1GP, team A1 Team Italië (14 races).
- 2008: Spaanse Formule 3 kampioenschap, team Escuderia Bengala (2 races).
- 2008: Euroseries 3000, team Sighinolfi Autoracing (2 races).
- 2008: Italiaanse Formule 3-kampioenschap, teams Arco en Team Ghinzani (7 overwinningen, 2e in kampioenschap.
- 2008-09: A1GP, team A1 Team Italië (8 races).
- 2009: Formule 2, team MotorSport Vision.
- 2009-10: GP2 Asia Series, team DAMS.

## Formule 2 resultaten
| Jaar | 1       | 2     | 3     | 4     | 5     | 6      | 7     | 8     | 9     | 10      | 11     | 12    | 13     | 14      | 15  | 16  | Rang | Punten |
| ---- | ------- | ----- | ----- | ----- | ----- | ------ | ----- | ----- | ----- | ------- | ------ | ----- | ------ | ------- | --- | --- | ---- | ------ |
| 2009 | VAL Ret | VAL 7 | BRN 7 | BRN 4 | SPA 8 | SPA 14 | BRH 8 | BRH 7 | DON 4 | DON Ret | OSC 12 | OSC 8 | IMO 13 | IMO Ret | CAT | CAT | 12e  | 19     |

## GP2 resultaten

### GP2 Asia resultaten
| Jaar    | Inschrijving | 1          | 2          | 3        | 4        | 5        | 6        | 7        | 8        | Rang | Punten |
| ------- | ------------ | ---------- | ---------- | -------- | -------- | -------- | -------- | -------- | -------- | ---- | ------ |
| 2009-10 | Piquet GP    | ABU1 FEA 9 | ABU1 SPR 7 | ABU2 FEA | ABU2 SPR | BHR1 FEA | BHR1 SPR | BHR2 FEA | BHR2 SPR | NC*  | 0*     |

* Seizoen loopt nog.